# Волков, Владимир Алексеевич
Влади́мир Алексе́евич Во́лков (род. 7 мая 1961) — российский историк, доктор исторических наук, доцент, профессор кафедры истории МПГУ. Автор ряда книг, статей, учебников и учебных пособий по истории России.

## Биография
В 1984 году окончил исторический факультет Московского государственного педагогического института им. В. И. Ленина по специальности ― «учитель истории, обществоведения и советского государства и права».
В 1986―1998 годах работал в Научно-исследовательском отделе рукописей Российской государственной библиотеки. С июня 1996 года состоял в должности заведующего сектором подготовки научно-методических и информационных изданий.
За период работы в отделе рукописей РГБ Волковым были подготовлены к публикации ряд статей и изданий памятников по истории России XVI―XIX веков, для сборников «Записки отдела рукописей» и «Из рукописного наследия». Участвовал в подготовке тематических выставок, работе экспертной и методической комиссий отдела.
В 1993 году в Московском педагогическом государственном университете Волков защитил кандидатскую на тему «Организация государственной власти в земских освободительных движениях Смутного времени».
В 1998—2001 годах учился в докторантуре того же университета. С 2000 года работает на кафедре основ гражданственности Российской академии живописи, ваяния и зодчества Ильи Глазунова.
В 2004 году стал лауреатом конкурса «Имперская культура» Союза писателей России по разряду «История» за книгу «Русские полководцы» (2004).
В 2005 году Волков защитил докторскую диссертацию, на тему «Основные проблемы военной истории Русского государства конца XV — первой половины XVII вв.».
Главными профессиональными интересами Волкова являются ― военная история России и история внешней политики России.

## Награды
- серебряная медаль ВДНХ (1991) — за участие в издании серии «Из рукописного наследия».
- диплом 3-й степени (1997) — по результатам конкурса, посвящённого 850-летию Москвы и 135-летию Российской государственной библиотеки за цикл статей по истории России.

## Избранная библиография Владимира Волкова

### Книги
- Войны Московской Руси конца XV—XVI вв. (М., 2001, ISBN 5-85810-041-3)
- Иллюстрированная хроника России (М., 2001, ISBN 5-17-015936-6) — в соавторстве с Г. В. Аксёновой.
- Русские полководцы (М., 2004, ISBN 5-17-021766-8) — в соавторстве с Г. В. Аксёновой.
- Войны и войска Московского государства (М., 2004, ISBN 978-5-699-05914-0)
- Русская рать: богатыри, витязи и воеводы (М., 2005, ISBN 5-699-10367-8)
- Москва. Великие победы (М., 2005, ISBN 5-901124-22-7) — в соавторстве с С. В. Перевезенцевым.
- Московское высшее военное командное училище: 90 лет в строю (Ч. 1, Гл. 1—5, М., 2007, ISBN 978-5-9798-0018-9)
- Отечественная история: учебник (М., 2009, ISBN 978-5-9718-0358-4) — в соавторстве с А. Е. Петровым и Г. И. Янаевым.
- Ратные подвиги Древней Руси (М., 2011. ISBN 978-5-699-48722-6)
- Смутное время (М., 2012, ISBN 978-5-4438-0245-9) — в соавторстве с А. Г. Кузьминым.
- Военная история России с древнейших времён до конца XIX века: учебное пособие (М., 2012, ISBN 978-5-4263-0114-6) — в соавторстве с В. Е. Ворониным и В. В. Горским.
- Войны и дружины Древней Руси (М., 2016, ISBN 978-5-9907453-6-0)
- Иван III. Непобедимый государь (М., 2018, ISBN 978-5-91678-433-6)
- Были и небыли Ливонской войны 1558—1583 годов (М.: Прометей, 2020. ISBN 978-5-907244-92-4). — 412 с.
- Войны княжеской Руси. — М.: Академический проект, 2023. — 598 с.
- Ратные силы Московской державы. — М.: Академический проект, 2023. — 598 с.
- Войны и дружины Древней Руси. — М.: Прометей, 2023. — 492 с.
- Распря великая. Московско-галичские войны второй четверти XV века. — М.: Прометей, 2024. — 186 с.

Статьи Волкова публиковались в таких изданиях как «Научные исследования», «Вестник Липецкого государственного педагогического университета», «Обсерватория культуры» и др.

### Передачи
- Внешняя политика Ивана Грозного: казанская проблема. С Е. Ю. Спицыным, Исторические зарисовки на канале МГПУ, 10 июня 2019.
- Как была взята Казань Архивная копия от 27 декабря 2019 на Wayback Machine. С Е. Ю. Спицыным. Исторические зарисовки на канале МГПУ, 11 декабря 2019.
- Как Иван Грозный добивал Большую Орду Архивная копия от 21 марта 2020 на Wayback Machine. С Е. Ю. Спицыным. Исторические зарисовки на канале МГПУ, 18 марта 2020.